# Jacques Musson
Jacques Musson es un deportista francés que compitió en piragüismo en la modalidad de eslalon. Ganó dos medallas en el Campeonato Mundial de Piragüismo en Eslalon de 1951, oro en la prueba de C2 por equipos y plata en C2 individual.

## Palmarés internacional
| Campeonato Mundial | Campeonato Mundial | Campeonato Mundial | Campeonato Mundial |
| Año                | Lugar              | Medalla            | Competición        |
| ------------------ | ------------------ | ------------------ | ------------------ |
| 1951               | Steyr (Austria)    | Medalla de oro     | C2 por equipos     |
| 1951               | Steyr (Austria)    | Medalla de plata   | C2 individual      |